# Parafia Świętych Apostołów Piotra i Pawła w Borku Starym

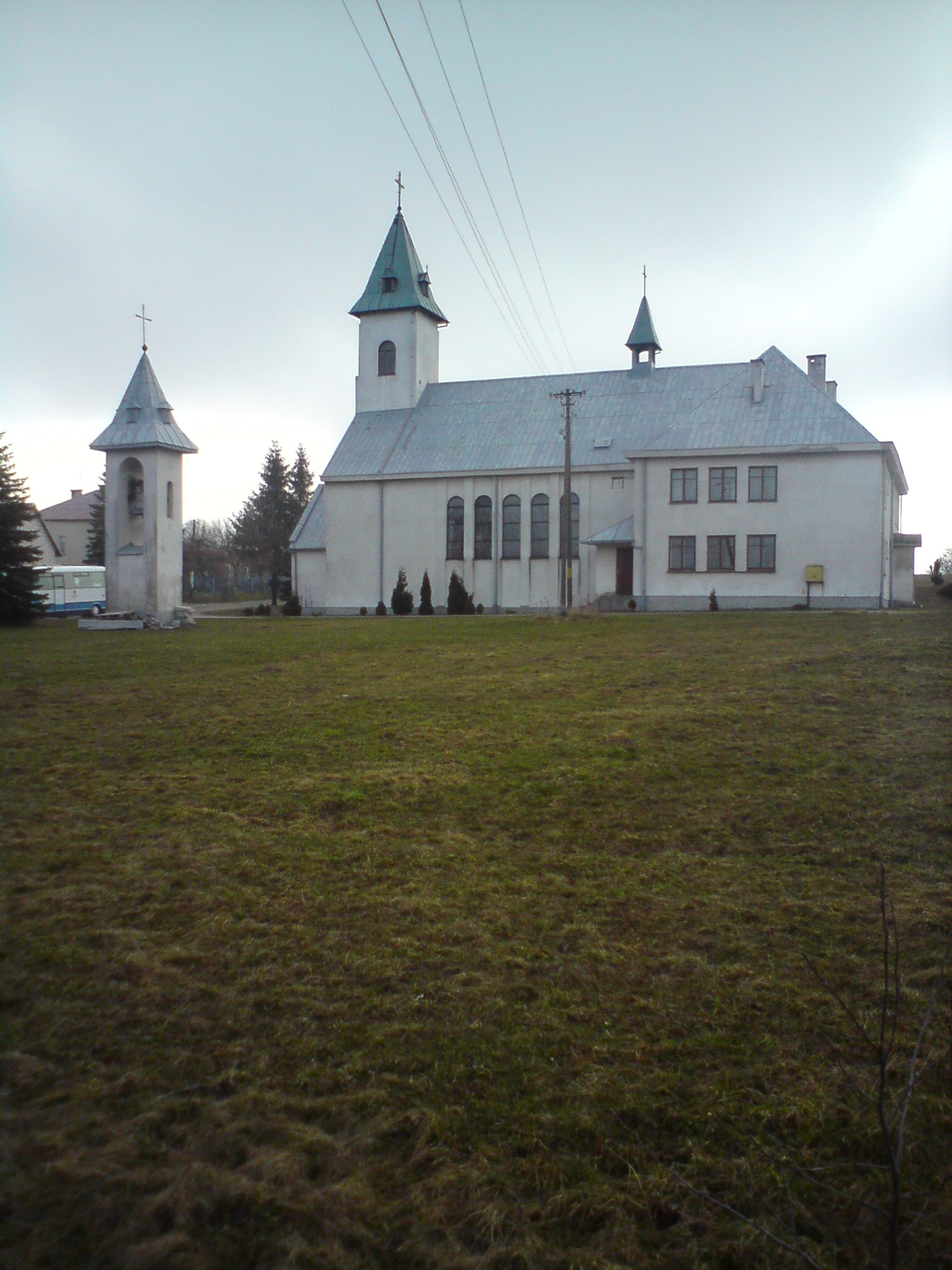
Kościół filialny w Borówkach

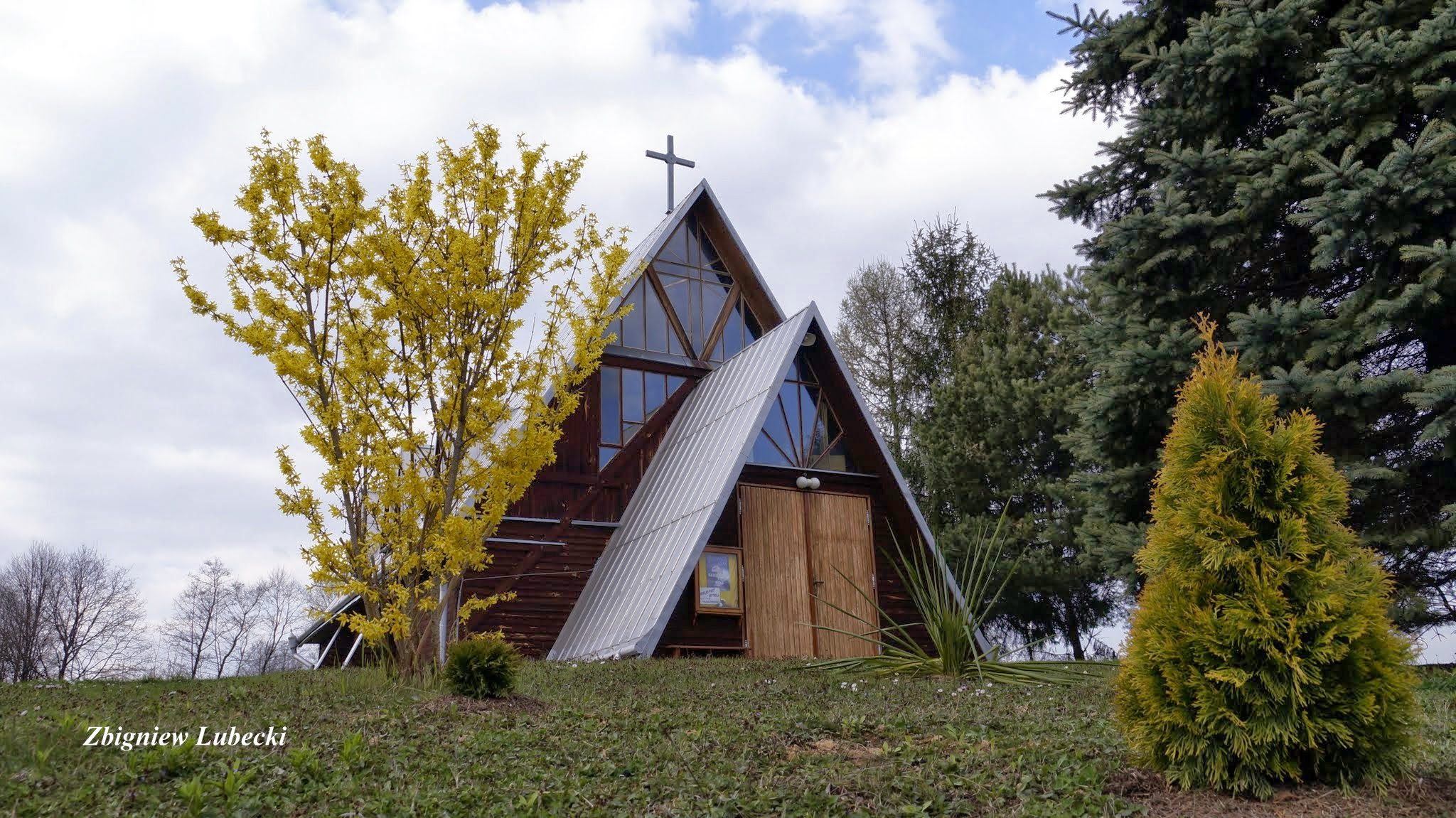
Kościół filialny pw. MB Nieustającej Pomocy w Woli Borkowskiej (Nowy Borek)

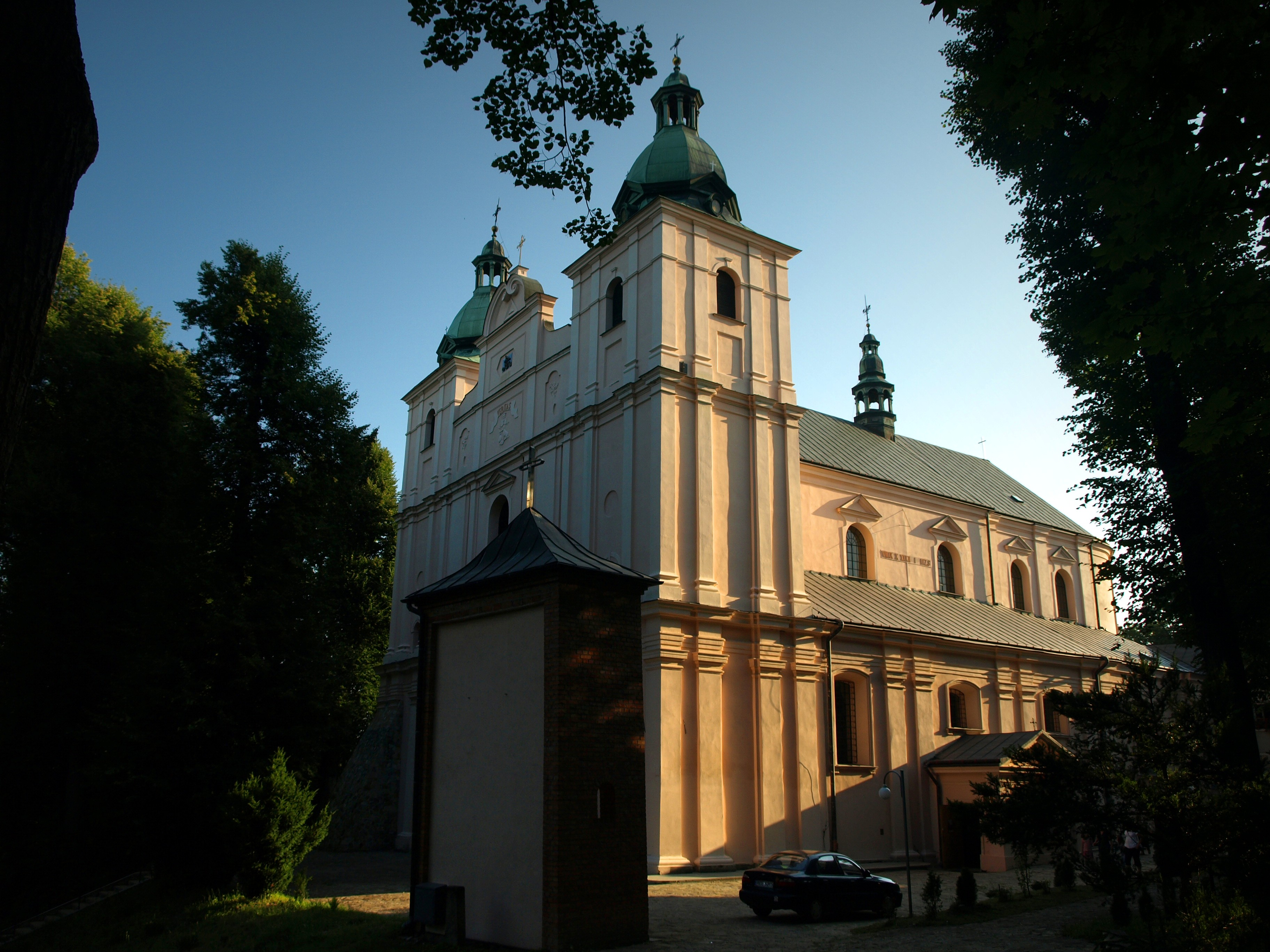
Kościół OO. Dominikanów w Borku Starym

Parafia Świętych Apostołów Piotra i Pawła w Borku Starym – rzymskokatolicka parafia należąca do dekanatu Błażowa w archidiecezji przemyskiej.

## Historia
W 1336 roku rozwinął się kult Obrazu Matki Bożej Boreckiej przy cudownym źródełku. 1 stycznia 1419 roku bp Maciej Janina poświęcił cmentarz w Borku Starym, co jest równoznaczne z budową w tym czasie pierwszego drewnianego kościoła pw. św. Piotra i Pawła. Pierwszym znanym proboszczem był ks. Andrzej. W 1420 roku abp lwowski Jan Rzeszowski poświęcił kaplicę pw. Świętego Krzyża i Najświętszej Maryi Panny, w której znajdował się cudowny Obraz Matki Bożej Boreckiej.  
15 czerwca 1465 roku parafię uposażył Jan z Pilczy, nadając jej ziemię i prawo pobierania dziesięciny. W 1598 roku bp Wawrzyniec Goślicki parafię w Borku przyłączył, wraz z jej uposażeniem, do utworzonej wówczas prepozytury parafii w Tyczynie. Gdy w 1599 roku zmarł ostatni niezależny proboszcz ks. Marcin Lasocha, kościół w Borku Starym obsługiwali komendarze z Tyczyna.
W 1624 roku kościół został spalony przez Tatarów. W latach 1624–1646 liturgię parafialną sprawowano w leżącym poza wioską kościele pw. Świętego Krzyża. W latach 1646–1649 w miejscu spalonego przez Tatarów kościoła, wybudowano nowy kościół z kamienia. 
W 1873 roku expozytem kościoła filialnego w Borku Starym został ks. Edward Kotecki. 12 marca 1888 roku bp Łukasz Solecki dokonał ponownej reaktywacji parafii w Borku Starym, a ks. Edward Kotecki został proboszczem. W skład parafii weszły Borek Stary, Nowy Borek i Brzezówka, w której było wówczas 3196 wiernych. 
Kościół z kamienia był użytkowany do 1926 roku, kiedy rozebrano go, a materiał wykorzystano do budowy nowej świątyni. Obecny kościół parafialny murowany, trzynawowy, neogotycki z wieżą, wybudowano w latach 1928–1938, według projektu arch. Bronisława Wiktora. W 1939 roku odbyła się konsekracja kościoła, której dokonał bp Franciszek Barda. 
W kościele znajdują się 3 barokowe ołtarze ze starego kościoła, chrzcielnica z 1755 roku, oraz kilka obrazów, w tym obraz Matki Bożej Niepokalanie Poczętej. Obok kościoła znajduje się dzwonnica murowana z 1887 roku. Polichromię kościoła wykonał w latach 1957–1958 artysta Stanisław Szmuc. Organy 15-głosowe zbudował w 1939 roku Emil Narolski z Przemyśla.
Na terenie parafii jest 3 700 wiernych (w tym: Borek Stary – 1 400, Borek Nowy – 1 600,  Borówki – 250, Brzezówka –450). 
Proboszczowie parafii:
1888–1902. ks. Edward Kotecki.
1902–1923. ks. Ignacy Krysakowski.
1923–1952. ks. Józef Pasierb.
1952–1958. ks. Władysław Fietko (administrator).
1958–1983. ks. Michał Sternal.
1983–2005. ks. kan. Władysław Mazepa.
2005–2019. ks. prał. Adam Pietrucha.
2019– nadal ks. Roman Słota.

## Kościoły filialne
- Borówki – W 1983 roku rozpoczęto budowę kościoła filialnego. W 1987 roku bp Ignacy Tokarczuk poświęcił kościół pw. Miłosierdzia Bożego[14].
- Wola Borkowska (Nowy Borek) – W latach 1987–1989 zbudowano kościół filialny, który w 1989 roku został poświęcony przez bpa Edwarda Białogłowskiego, pw. Matki Bożej Nieustającej Pomocy[15]
- Nowy Borek – W 1989 roku z polecenia Kurii Biskupiej zbudowano budynek punktu katechetycznego. Gdy nauka religii powróciła do szkoły, postanowiono budynek katechetyczny zaadaptować na kaplicę, którą poświęcono w 2003 roku pw. Matki Bożej Częstochowskiej[16].

## Klasztor OO. Dominikanów
W tym miejscu już w 1418 roku istniał kościół pw. Świętego Krzyża z kaplicą Najświętszej Maryi Panny, który w 1420 roku został poświęcony przez apa lwowskiego Jana Rzeszowskiego. W kaplicy umieszczono łaskami słynący obraz Matki Bożej Boreckiej. W 1336 roku w pobliskim cudownym źródełku odnotowano pierwsze cudowne uzdrowienie.
W 1668 roku decyzją komisji biskupiej obraz został uznany za cudowny. W 1669 roku ks. Maciej Niwicki z Ramnic kanonik kolegiaty jarosławskiej i prepozyt tyczyński, ufundował kościół. W 1670 roku opiekę nad kaplicą objęli Dominikanie, którzy w latach 1684–1726 zbudowali kościół pw. Wniebowzięcia Najświętszej Maryi Panny i św. Jacka. 13 maja 1736 roku odbyła się konsekracja kościoła, której dokonał bp Andrzej Pruski. 
15 sierpnia 1919 roku odbyła się koronacja cudownego obrazu, której dokonał bp Józef Sebastian Pelczar.